# Conradin Kreutzer
Conradin Kreutzer (eigenlijk: Conrad Kreuzer) (Meßkirch, 22 november 1780 - Riga, 14 december 1849) was een Duitse componist, dirigent, pianist, hoboïst en violist. Hij schreef werken voor naast alle genres, maar vooral zijn vocale muziek lijkt van belang. Vooral door zijn opera Das Nachtlager von Granada bleef zijn naam tot nu toe bekend.

## Levensloop

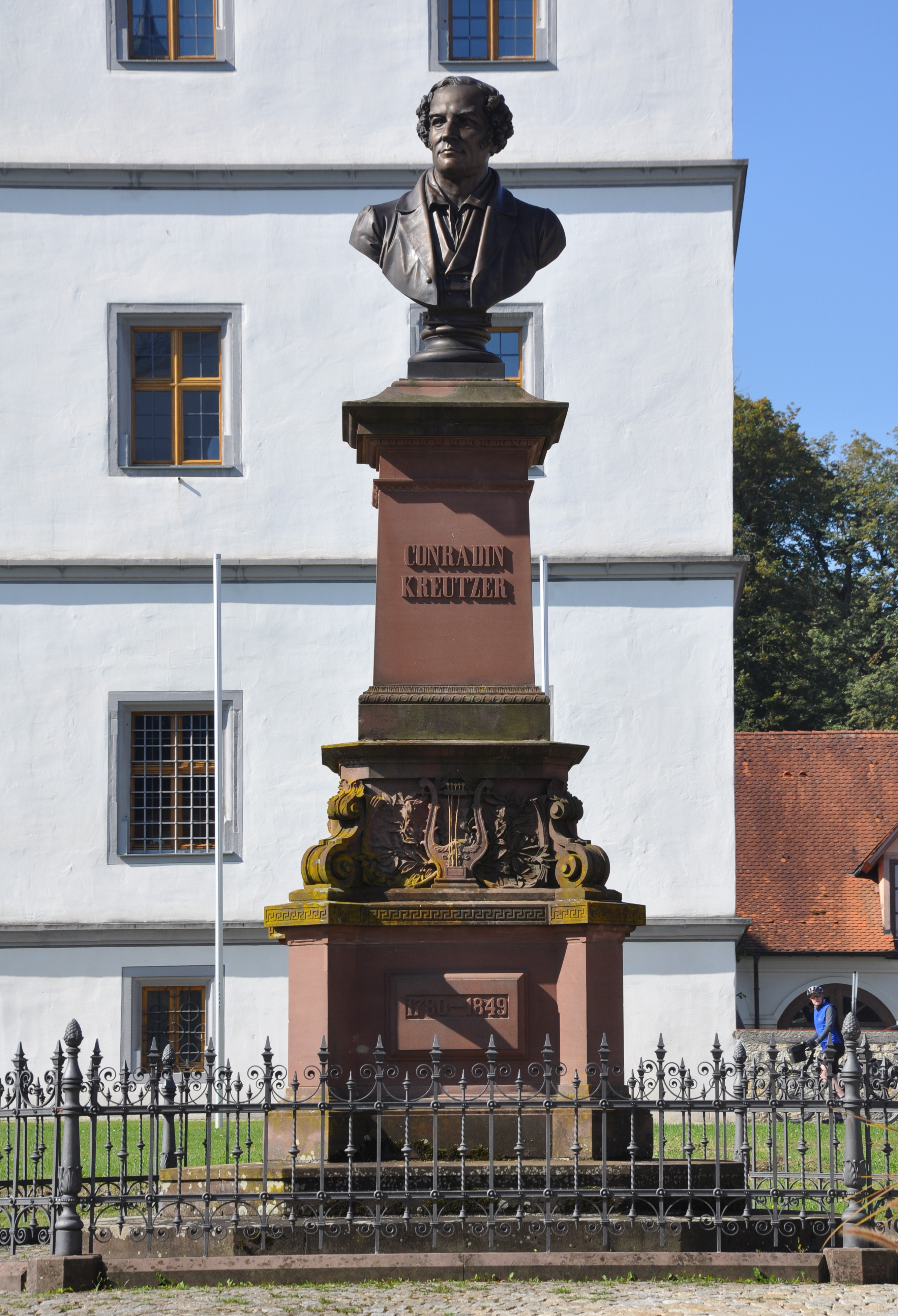
Het Conradin-Kreutzer-monument in zijn geboorteplaats Meßkirch

### Jeugd en opleiding
Kreutzer kreeg zijn eerste muziekles door de koorleider Johann B. Rieger van Meßkirch. Daarna ging hij in der kloosterschool van de Benedictijnenabdij in Zwiefalten. Daar kreeg hij les in muziektheorie en voor orgel bij Pater Ernestus Weinrauch, maar ook voor piano, hobo en viool. In 1796 wisselde hij aan de kloosterschool van de Premonstratenzers Schussenried. Daar ontstond een eerste compositie, een patriottisch lied voor koor en orkest. Op wens van zijn vader studeerde hij vanaf 1799 rechtsgeleerdheid aan de Albert Ludwigs Universiteit in Freiburg im Breisgau. Nadat zijn vader overleden was, begon zijn muzikale carrière. In Freiburg tred ook het eerste keer de voornaam Conradin op, die hij misschien als eerbetoon voor de laatste mannelijke telg uit het vorstengeslacht Hohenstaufen Konradijn koos. Het eerste zangspel ontstond in Freiburg im Breisgau Die lächerliche Werbung, dat rond 1800 met succes door bevriende studenten werd uitgevoerd.

### Studie- en concertreizen
De volgende jaren reisde hij door Zwitserland en concerteerde in verschillende steden. In 1804 verhuisde hij naar Wenen, om bij Johann Georg Albrechtsberger, de compositieleraar van Ludwig van Beethoven, te studeren. Aldaar werd hij bekend met Joseph Haydn en leefde als muziekleraar en muzikant. Gedurende zijn concertreizen naar Duitsland en Zwitserland zette hij zich voor een nieuw, orkestraal klinkend toetseninstrument, het "Panmelodicon" in, een soort technisch verdere ontwikkeling van de draaiorgel door Franz Leppich.

### Operasuccessen
In 1812 werden in Stuttgart zijn operette Fedore en de opera Konradin von Schwaben met succes uitgevoerd en hij werd opvolger van Franz Danzi als kapelmeester aan het hof van koning Frederik I van Württemberg in Stuttgart en bleef in deze functie tot 1816. In 1818 ging in Praag zijn opera Orestes in première. Zijn onrustig leven voerde hem als kapelmeester naar Schaffhausen, Donaueschingen, waar hij van 1818 tot 1821 kapelmeester aan het hof van Karel Egon II van Fürstenberg was, en Wenen. Aan het Kärntnertortheater vierde hij grote successen met zijn opera's, in 1822 met Libussa en in 1823 met Sigune en hij was daar van 1822 tot 1827 kapelmeester. Van 1833 tot 1836 was hij als kapelmeester verbonden aan het Theater in der Josefstadt. In 1834 ging zijn opera Das Nachtlager von Granada in dit theater in première en werd door het publiek en de muziekcritici enthousiast opgenomen, zodanig dat het in deze seizoen nog 31 uitvoeringen volgden. Van 1829 tot 1830, maar ook van 1836 tot 1840 was hij kapelmeester aan de Weense hofopera.

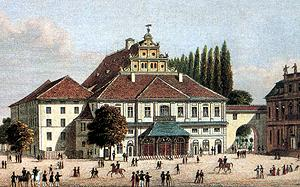
Het hoftheater in Stuttgart rond 1845
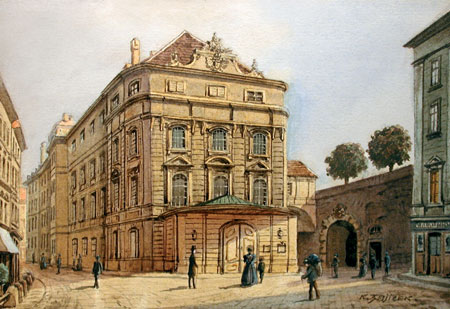
Het Kärntnertortheater in Wenen, waar hij grote successen vierde
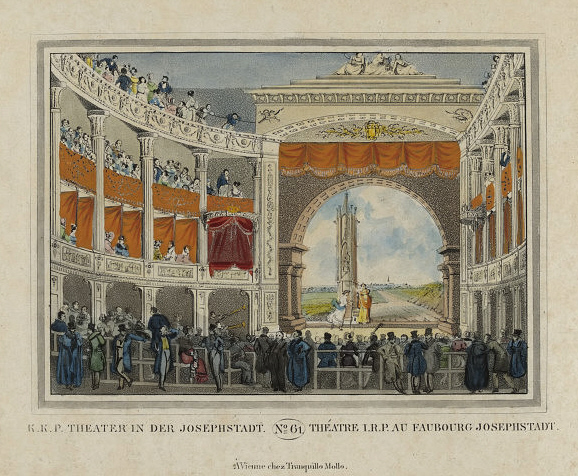
Interieur van het "Theater in der Josefstadt", waar zijn bekendste opera in première ging
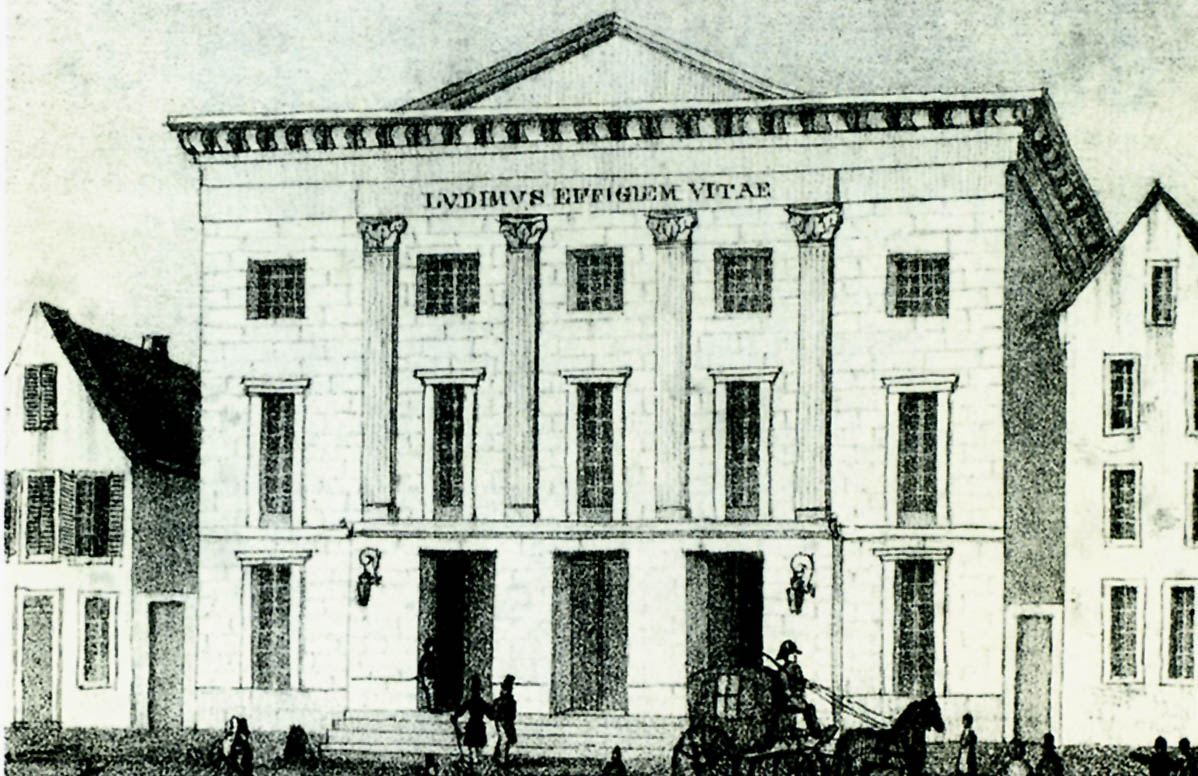
Het theater in Keulen, waar hij zijn laatste vaste aanstelling had

### Laatste jaren
In 1840 reisde hij samen met zijn oudste dochter Cäcilie Kreutzer (1820-1901/1902), uit het huwelijk met Anna Huber, een zangeres (sopraan) door verschillende steden in Oostenrijk en Duitsland: (München, Graz, Braunschweig en Keulen). In Keulen kreeg hij zijn laatste vaste aanstelling als kapelmeester en muziekdirecteur van 1840 tot 1842 en leidde het 23e "Rheinische Musikfest" in 1841. Ook zijn dochter werd vast lid van een operaensemble in Keulen. Rond 1842 werd hij erelid van de zangersvereniging "Sankt Pauli" van de universiteit Leipzig. In 1842 verliet hij Keulen en reisde samen met zijn dochter Marie Kreutzer (1828-1888) uit het tweede huwelijk met Anna, geboren Speil von Ostheim, eveneens een zangeres (sopraan), door verschillende steden (Mainz, Wiesbaden, Parijs, Hamburg, Graz, Praag en in België). In 1846 werd hij erelid van de mannenzangvereniging in Graz. In 1848 voltooide hij zijn opera König Konrad en vertrok naar Riga, waar hij een mislukt optreden van zijn dochter meemaakte en waar hij overleed.

## Composities

### Werken voor orkest
- 1818 Concert nr. 1 in Bes majeur, voor piano en orkest, op. 42[2]
- 1822 Concert nr. 2 in C majeur, voor piano en orkest, op. 50[2]
- Variationen, voor piano en orkest, op. 35
- Variationen, voor klarinet en orkest, op. 36
- Variationen in Bes majeur, voor fagot en orkest, KWV 4202
- Variationen in G für die cromatische Trompette, voor trompet en orkest
- Concert nr. 3 in Es majeur, voor piano en orkest, op. 65[2]
- Entre-Actes, voor orkest, op. 110

### Werken voor harmonieorkest
- Ouverture tot de opera "Das Nachtlager von Granada" - bewerkt door Antonius Adrianus Maria Tierolff

### Missen en andere kerkmuziek
- 1814 Moses Sendung, oratorium in twee delen - tekst: Johann Adam Osiander
- Te Deum in D majeur, KWV 3301
- Missa de Sancta Francisca in Es majeur, KWV 3105
- Missa di Sancti Conradi in D majeur, voor vijfstemmig gemengd koor (SSATB), orkest en orgel
- Missa in Bes majeur - Meßkircher mis, KWV 3111
- Missa Solennis in a mineur, voor gemengd koor, orkest en orgel, KWV 3101
- Pastoralmesse in A majeur, voor solisten, gemengd koor, 2 klarinetten, 2 trompetten, 2 trombones, strijkorkest, pauken en orgel, KWV 3104

### Muziektheater

#### Opera's
| Voltooid in                         | titel | aktes                                | première | libretto |
| ----------------------------------- | --- | ------------------------------------ | --- | --- |
| om 1808                             | Aesop in Phrygien (verloren gegaan)                                                                                              | 1 akte                               | niet uitgevoerd | Matthäus Stegmayer, naar Edme Boursault                                                                               |
| voor 1809                           | Der Taucher, op. 50 | 2 bedrijven                          | 19 april 1813, Stuttgart | Samuel Gottlieb Bürde                                                                                                 |
| voor 1810                           | Conradin von Schwaben | 3 bedrijven                          | 30 maart 1812, Stuttgart | Carl Borromäus Weitzmann                                                                                              |
|                                     | Psyche (volledig verdwenen) |                                      | | |
| 1812-1813; nieuwe versie: 1828-1829 | Die Insulanerinnen | 2 bedrijven                          | 25 maart 1813, Stuttgart; nieuwe versie: 11 februari 1829, Wenen, Kärntnertortheater                                                              | Johann Friedrich Schlotterbeck, naar Pietro Metastasio, "L'isola disabitata"                                          |
| 1813-1814                           | Alimon und Zaide oder Der Prinz von Catanea                                                                                      | 3 bedrijven                          | 24 februari 1814, Stuttgart | |
| 1814                                | Die Alpenhütte | 1 akte                               | 11 september 1814, Ludwigsburg | August von Kotzebue                                                                                                   |
| 1815                                | Der Herr und sein Diener (volledig verdwenen)                                                                                    | 1 akte                               | 30 november 1815, Stuttgart | |
| 1816                                | Esop in Lydien (nieuwe versie van Aesop in Phrygien)                                                                             | 3 bedrijven                          | 28 januari 1821, Donaueschingen, hofgezelschap; 13 december 1822, Stuttgart (openbare uitvoering)                                                 | Matthäus Stegmayer |
| 1816                                | Orestes | 3 bedrijven                          | 6 mei 1818, Praag, Statentheater (Stavovské divadlo)                                                                                              | Georg Reinbeck, naar Vittorio Alfieri, "Electra"                                                                      |
| 1819                                | Adele von Budoy | 1 akte                               | 13 augustus 1821, Koningsbergen | Pius Alexander Wolff                                                                                                  |
| 1822                                | Libussa, op. 48 | 3 bedrijven                          | 4 december 1822, Wenen, Kärntnertortheater; 1 december 1823, Berlijn (versie met recitatieven)                                                    | Joseph Carl Bernhard                                                                                                  |
| 1823                                | Cordelia, op. 51 herwerking van Adele; Franse bewerking als: La Folle de Glaris; daarvan Duitse versie: Die Irrende in den Alpen | 1 akte; ook 2 bedrijven              | 15 februari 1823, Wenen, Kärntnertortheater; Franse bewerking: 21 april 1827, Parijs, Théâtre Royal de l'Odéon; daarvan Duitse versie: 1829, Aken | Pius Alexander Wolff; Franse bewerking: Thomas Sauvage                                                                |
| 1823                                | Der Taucher; nieuwe bewerking met recitatieven                                                                                   | 2 bedrijven                          | 24 januari 1824, Wenen, Kärntnertortheater; nieuwe bewerking: 18 december 1834, Wenen, Josephstädter Theater                                      | Franz Carl Weidmann, naar Samuel Gottlieb Bürde; nieuwe bewerking: Georg Ernst von Hofman                             |
| 1826                                | Luna (volledig verdwenen) |                                      | | niet bekend |
| 1827                                | L'Eau de jouvence | 1 akte                               | 13 oktober 1827, Parijs, Théâtre royal de l'Odéon                                                                                                 | Felix-Auguste Duvert, Xavier                                                                                          |
| 1831                                | Die Jungfrau | 3 bedrijven                          | 9 november 1831, Praag | Heinrich August Metard Theodor Schumacher, naar Anne-Honoré-Joseph Duveyrier genoemd: Mélesville «La Femme sanglante» |
| 1831-1832                           | Der Lastträger an der Themse | 3 bedrijven                          | 16 februari 1832, Praag | Hermann Herzenskron vrij vanuit het Engelse en August von Kotzebue                                                    |
| 1833                                | Melusina | 3 bedrijven                          | 27 februari 1833, Berlijn, Königsstädtisches Theater                                                                                              | Franz Grillparzer |
| 1833                                | Das Nachtlager von Granada | 2 bedrijven                          | 13 januari 1834, Wenen, Josephstädter Theater; versie met recitatieven: 9 maart 1837, Wenen, Kärntnertortheater                                   | Karl Johann Braun Ritter von Braunthal naar Friedrich Kind                                                            |
| 1833-1834                           | Der Verschwender | 3 bedrijven                          | 20 februari 1834, Wenen, Josephstädter Theater | Ferdinand Raimund |
| 1835                                | Fortunat (volledig verdwenen) | 5 bedrijven                          | 24 maart 1835, Wenen, Josephstädter Theater | Eduard von Bauernfeld                                                                                                 |
| 1836-1837                           | Die Höhle bei Waverley | 3 bedrijven; nieuwe versie: 1 akte   | 6 april 1837, Wenen, Josephstädter Theater; nieuwe versie: 5 december 1838, Wenen, Josephstädter Theater                                          | Georg Ott naar Adam Gottlob Öhlenschläger "Die Ludlams Höhle"                                                         |
| 1837                                | Der Gang zum Eisenhammer | 3 bedrijven                          | 16 december 1837, Wenen, Kärntnertortheater | Johann Anton Friedrich Reil naar Friedrich von Schiller                                                               |
| 1840                                | Die beiden Figaro | 2 bedrijven                          | 12 augustus 1840, Braunschweig | Georg Friedrich Treitschke naar Johann Friedrich Jünger                                                               |
| 1842                                | Der Edelknecht | 3 bedrijven 4 bedrijven              | 21 juni 1842, Wiesbaden; nieuwe tekstversie: 11 december 1843, Mainz; versie met recitatieven (4 bedrijven): 13 oktober 1846, Graz                | Charlotte Birch-Pfeiffer naar Philipp Wilhelm Blumenhagen; nieuwe tekstversie: Wilhelm Ehlers                         |
| 1845                                | Fridolin oder Der Gang zum Eisenhammer nieuwe versie van Der Gang zum Eisenhammer in 1944 verbrand                               | 3 bedrijven                          | 20 april 1845, Darmstadt | Ernst Pasqué naar Friedrich von Schiller en Johann Anton Friedrich Reil                                               |
| 1846                                | Des Sängers Fluch, KWV 1140 | 1 akte                               | 27 mei 1846, Darmstadt, Groothertoglijke hoftheater                                                                                               | Ernst Pasqué, naar Johann Ludwig Uhland en de schilderij van Folz                                                     |
| 1846; herwerkt: 1849                | Die Hochländerin am Kaukasus; herwerking als: Die Hochländerin (volledig verdwenen)                                              | 3 bedrijven; herwerking: 4 bedrijven | 16 november 1846, Hamburg | Berndt von Guseck, pseudoniem van: Carl Gustav von Berneck                                                            |
| 1847                                | Aurelia, Herzogin von Bulgarien                                                                                                  | 3 bedrijven                          | 20 augustus 1851, Kassel | Carl Gollmick, naar Johanna Franul von Weißenthurn, "Der Wald bei Hermannstadt"                                       |
| 1847-1848                           | König Conradin | 4 bedrijven                          | niet uitgevoerd | Bernd von Guseck |

#### Zangspelen
| Voltooid in  | titel | aktes                                | première                                                                    | libretto                                                                                     |
| ------------ | --- | ------------------------------------ | --------------------------------------------------------------------------- | -------------------------------------------------------------------------------------------- |
| 1799-1800    | Die Militz oder Die lächerliche Werbung                                                                       | 1 akte                               | 1802, Freiburg im Breisgau                                                  |                                                                                              |
| om 1802-1804 | Der Eremit auf Formentera                                                                                     | 2 bedrijven                          |                                                                             | August von Kotzebue                                                                          |
| om 1807      | Panthea (volledig verdwenen)                                                                                  |                                      | niet uitgevoerd                                                             |                                                                                              |
| 1808         | Der Apollo-Saal                                                                                               | 1 akte                               | 1808, Wenen, privé theater                                                  | Tobias Frech von Ehrimfeld                                                                   |
| 1810         | Jery und Bätely                                                                                               | 1 akte                               | 19 mei 1810, Wenen, Kärntnertortheater                                      | Johann Wolfgang von Goethe                                                                   |
| 1823         | Sigune, Sprookje met muziek (Meldraam)                                                                        | 3 bedrijven                          | 20 november 1823, Wenen, Theater an der Wien                                | Heinrich August Metard Theodor Schumacher                                                    |
| 1824         | Erfüllte Hoffnung, herwerkt naar: "Die Wunderperle"                                                           | 1 akte                               | 2 december 1824, Wenen, Theater an der Wien                                 |                                                                                              |
| 1826         | Die lustige Werbung (volledig verdwenen)                                                                      | 2 bedrijven                          | 27 juni 1826, Wenen, Josephstädter Theater                                  |                                                                                              |
| 1829         | Denise. Das Mächen von Montfermeuil                                                                           | 5 bedrijven; herwerking: 3 bedrijven | 3 oktober 1829, Wenen, Kärntnertortheater; herwerking: december 1829, Wenen | Heinrich August Metard Theodor Schumacher, naar het Vaudeville «La Laitière de Montfermeuil» |
| 1833         | Der Ring des Glücks oder Die Quellenfürstin im Alpentale, tovenaarsspel met zang en dans (volledig verdwenen) |                                      | 19 december 1833, Wenen, Josephstädter Theater                              | Franz Carl Weidman naar een Oostenrijks sprookje                                             |
| 1834         | Tom Rick oder Der Pavian (volledig verdwenen)                                                                 | 3 bedrijven                          | 1 juli 1834, Wenen, Josephstädter Theater                                   | Joseph Kupelwieser                                                                           |
| 1835         | Traumleben oder Zufriedenheit, die Quelle des Glückes (volledig verdwenen)                                    | 3 bedrijven                          | 10 oktober 1835, Wenen, Josephstädter Theater                               | Fanz Xaver Told                                                                              |
| 1835         | Der Bräutigam in der Klemme (volledig verdwenen)                                                              | 1 akte                               | 24 juni 1835, Wenen, Josephstädter Theater                                  | Hermann Herzenskron                                                                          |
| 1856         | Das Wiedersehen                                                                                               | 1 akte                               | 1856, Berlijn, Königsstädter Theater                                        | Franz Wallner                                                                                |

#### Operettes
| Voltooid in | titel                                                                                  | aktes  | première                                     | libretto                                                             |
| ----------- | -------------------------------------------------------------------------------------- | ------ | -------------------------------------------- | -------------------------------------------------------------------- |
| 1808        | Die zwei Worte oder Die Schreckensnacht (Die Nacht im Walde)                           | 1 akte | 11 november 1808, Stuttgart                  | Carl Alexander Herklots naar Benoît Joseph Marsollier des Vivetières |
| 1811        | Feodore                                                                                | 1 akte | 8 maart 1812, Stuttgart                      | August von Kotzebue                                                  |
| 1813        | Die Nachtmütze des Propheten Elias ook bekend als: Die Schlafmütze oder Die Zaubermütz | 1 akte | 3 januari 1814, Stuttgart                    | August von Kotzebue                                                  |
| 1829        | Baron Luft                                                                             | 1 akte | 20 januari 1830, Wenen, Kärntnertortheater   |                                                                      |
| 1838        | Die Verjüngerungs-Essenz nieuwe versie van L'Eau de jouvance                           | 1 akte | 24 september 1838, Wenen, Kärntnertortheater | van Braun naar Felix-Auguste Duvert                                  |
| 1846        | Klein-Roland (volledig verdwenen)                                                      | 1 akte |                                              | Ernst Pasqué naar Johann Ludwig Uhland                               |

### Vocale muziek

#### Werken voor koor
- ca. 1830 Sechs Gesänge, voor mannenkoor (of vrouwenkoor) - opgedragen aan: Zürcher Männer Singverein o.l.v. Hans Georg Naegeli
- ca. 1835 Drei- und vierstimmige Männergesänge, voor mannenkoor a capella, KWV 7104, 7105, 7107, 7108
- 12 vierstimmige Gesaenge, voor mannen- of gemengd koor, op. 24 - tekst: Johann Ludwig Uhland
- Fest-Hymne zur allerh. Geburtsfeyer Seiner Majestät des Kaisers Ferdinand I. von Oesterreich, voor gemengd koor en piano[2]
- Forschen nach Gott ich suche dich, voor gemengd koor - tekst: J. Ulrich Hegner
- Hymne, voor driestemmig vrouwenkoor
- Hymne: Im Aufgang zuckt, voor solisten, gemengd koor en orkest[2]
- Märznacht, voor mannenkoor a capella, op. 24
- Schäfers Sonntagslied "Das ist der Tag des Herrn ...", voor gemengd koor, op. 24 nr. 5 - tekst: Johann Ludwig Uhland
- 6 Lieder, voor mannenkoor, op. 79[2]
- 6 Quartette, voor mannenkoor, op. 85[2]
- 6 Lieder und Chöre, voor mannenkoor en piano, op. 88[2]

#### Liederen
- 1818 Fünf Frühlingslieder, voor hoge zangstem en piano, op. 33 - tekst: Johann Ludwig Uhland
  1. Frühlingsahnung: O sanfter, süßer Hauch
  2. Frühlingsglaube: Die linden Lüfte sind erwacht
  3. Frühlingsruhe: O legt mich nicht ins dunkle Grab
  4. Frühlingsfeier: Süßer, goldner Frühlingstag
  5. Lob des Frühlings: Saatengün, Veilchenduft
- 1818 Neun Wanderlieder, voor hoge zangstem en piano, op. 34 - tekst: Johann Ludwig Uhland
  1. Lebewohl
  2. Scheiden und Meiden
  3. In der Ferne
  4. Morgenlied
  5. Nachtreise
  6. Winterreise
  7. Abreise
  8. Einkehr
  9. Heimkehr
- 1821 Sechs Lieder, voor zangstem en piano, op. 23 - tekst: Johann Ludwig Uhland
  1. Schäfers Sontagslied "Das ist der Tag des Herrn"
  2. Des Hirten Winterlied "O Winter, schlimmer Winter"
  3. Jägerlied "Kein bessre Lust in dieser Zeit"
  4. Der Schmied "Ich hör meinen Schatz"
  5. Lied eines Armen "Ich bin so gar ein armer Mann und gehe ganz allein"
  6. Harfner Lied am Hochzeitmahle "Festlich ist der Freude"
- 1822 Gesänge aus Goethe's Faust, liederencyclus voor zangstem en piano - tekst: Johann Wolfgang von Goethe
  1. Introduction
  2. Ein Bettler vor dem Tor
  3. Soldatenchor
  4. Bauern unter der Linde
  5. Faust im Studierzimmer
  6. Chor der Geister
  7. Chor der Geister
  8. Auerbach's Keller in Leipzig. Zeche lustiger Gesellen
  9. Recitativo und Tempo di Bolero
  10. Strasse (Faust - Margarethe vorübergehend)
  11. Abend
  12. Romanze: Es war ein König in Thule
  13. Gretchen allein, nach dem Gespräch im Garten
  14. Recitativo und Arioso
  15. Wald in Höhle
  16. Gretchens Klage
  17. In Marthens Garten
  18. Am Brunnen
  19. Zwinger
  20. Nacht. Straße vor Gretchens Tür
  21. Recitando und Romanze
  22. Dom. Amt, Orgel und Gesang
- 1825 Rastlose Liebe, duet voor sopraan, alt en piano - tekst: Johann Wolfgang von Goethe
- ca. 1826 Lieder und Romanzen, voor zangstem en piano - tekst: Johann Ludwig Uhland
  1. Abschied: Was klinget und singet die Straße herauf
  2. Die Zufriedenen: Ich saß bei jener Linde
  3. Lauf der Welt: An jedem Abend geh' ich aus
  4. Der Schäfer: Der schöne Schäfer zog so nah
  5. Gretchens Freude: Was soll doch dies trommeten sein?
  6. Der König auf dem Thurme: Da liegen sie alle, die grauen Höh'n
- ca. 1830 Andenken von Matthisson: Ich denke dein, wenn durch den Hain, voor twee zangstemmen en piano, op. 75, nr. 12 - KWV 9111-12
- 1830 Vier Wald-Lieder, voor zangstem en piano - tekst: Wilhelm Kilzer
- ca. 1830 Folko und Isula: Sieben Lieder eine Troubadours, voor zangstem en piano, op. 22 - tekst: Friedrich Heinrich Karl, Freiherr de la Motte Fouqué
  1. Vorspiel
  2. Der Festschmuck
  3. Ein Lied vor der Herrin
  4. Ausforderung
  5. Der Hingang
  6. Der Heimweg
  7. Rückblick
- 1839 Der Wirthin Töchterlein, ballade voor zangstem en piano - tekst: Johann Ludwig Uhland
- Drei Salomonische Lieder, voor zangstem en piano, op 22 - tekst: Christoph August Tiedge
- Das Mühlrad, voor zangstem, hoorn, cello en piano - tekst: Johann Ludwig Uhland
- Der kastillische Ritter - Romance in fünf Gesängen, voor een tot drie zangstemmen en piano - tekst: Johann Ludwig Uhland
- Der teutsche Rhein: Sie sollen ihn nicht haben, voor zangstem en piano - tekst: N. Becker
- Die Sehnsucht, voor tenor en piano - tekst: Friedrich von Schiller
- Hobellied uit de opera "Der Verschwender", voor tenor (of sopraan) en piano
- Lieder und Romanzen, voor zangstem en piano, op. 64 - tekst: Johann Ludwig Uhland
- Wiedersehn, voor tenor en piano - tekst: Georg Friedrich Treitschke
- Zwölf Lieder und Romanzen, voor zangstem en piano, op. 76 - opgedragen aan: Nanette Schechner

### Kamermuziek
- 1818 6 pièces faciles, voor dwarsfluit (of viool) en piano, op. 31
- 1821 Twee trio's, voor dwarsfluit (of viool), cello en piano, op. 23
  1. in Bes majeur
  2. in G majeur
- Duo in C majeur, voor 2 klarinetten
- Fantasie sur un théme suisse, voor klarinet, altviool, cello en piano, op. 55
- Fantasie et variations sur un air suisse, voor klarinet, viool en piano, op. 66
- Groot kwartet in e mineur, voor viool, altviool, cello en piano
- Kwartet in Es majeur, voor klarinet, viool, altviool en cello
- Kwintet in A majeur, voor dwarsfluit, klarinet, altviool, cello en piano
- Romance favorite - Partant pour la Syrie et varie, voor klarinet en piano
- Sechs Walzer, voor blazerssexter (2 klarinetten, 2 hoorn en 2 fagotten)
- Septet in Es majeur (Grand Septuor), voor viool, altviool, cello, klarinet, hoorn, fagot en contrabas, op. 62
- Septet in F majeur, voor klarinet, fagot, hoorn, 2 violen, altviool, cello en contrabas
- Sonate concertante in G majeur, voor dwarsfluit en piano, op. 35
- Trio, voor csakan (stockfluit), altviool en gitaar
- Trio, voor klarinet, fagot en piano
- Trio, voor 2 klarinetten en altviool
- Trio, voor 2 klarinetten en bassethoorn
- Trio in Es majeur, voor klarinet, fagot en piano, op. 43, KWV 5105

### Werken voor piano
- 1819 Pièces faciles, voor piano vierhandig, op. 34
- 1825 Sonatine ou Fantaisie, voor piano vierhanig, op. 61
- Acht kleine Clavierstücke
- Sonatine en fantasie, voor piano vierhandig, op. 25